# Franklin Pierce Adams
Franklin Pierce Adams (eigentlich Franklin Leopold Adams, * 15. November 1881 in Chicago, Illinois; † 23. März 1960 in New York, NY) war ein US-amerikanischer Journalist, Übersetzer und Radiosprecher. Er war unter seinem Pseudonym F.P.A. bekannt, mit dem er seine Zeitungskolumne „The Conning Tower“ unterzeichnete.

## Leben
Adams’ Eltern waren Moses Adams und Clara Schlossberg. Mit 13 Jahren änderte er bei einer jüdischen Konfirmationszeremonie seinen Mittelnamen von Leopold zu Pierce als Hommage an den 14. Präsidenten Franklin Pierce. 1899 machte seinen Abschluss an der Armour Scientific Academy (heute Illinois Institute of Technology), studierte ein Jahr an der University of Michigan und arbeitete darauf drei Jahre bei einer Versicherung.
1904 heiratete Franklin Pierce Adams die deutschstämmige Minna Schwartze, ein Broadway-Showgirl. Die kinderlos gebliebene Ehe wurde 1924 geschieden. 1925 heiratete er die zur New Yorker Gesellschaft gehörende Ester Root. Aus der Ehe gingen vier Kinder, Anthony, Timothy, Persephone und Jonathan, hervor. Die Ehe wurde 1950 geschieden.
In den 1920er und 1930er Jahren war er Mitglied im Algonquin Round Table, einer berühmten Gruppe von Kritikern, Schauspieler und Autoren. 1946 wurde er in die American Academy of Arts and Letters aufgenommen.

## New York Zeitungskolumnist
Bei der Zeitung Chicago Journal schrieb er ab 1903 eine Sportkolumne und danach die humoristische Kolumne „A Little about Everything“. Im darauf folgenden Jahr wechselte er zur Zeitung New York Evening Mail, wo er bis 1913 blieb. Dort schrieb er die Kolumne „Always in Good Humor“, die Leserzuschriften verwendete. Während der Zeit bei der Evening Mail schrieb Adams seinen bekanntesten Roman „Baseball's Sad Lexicon“, eine Hommage an die Double-Play-Kombination „Tinker zu Evers zu Chance“ der Chicago Cubs. Ab 1911 hatte er eine zweite Kolumne, eine Parodie auf Samuel Pepys’ Tagebuch. Diese führte er ab 1913 sehr erfolgreich unter dem Titel „The Conning Tower“ bei der Zeitung New York Tribune fort.
Im Ersten Weltkrieg kämpfte er zusammen mit Alexander Woollcott und Harold Ross in Europa an der Front und im Militärischen Nachrichtendienst. Zeitgleich schrieb er die Kolumne „The Listening Post“. Nach dem Krieg kehrte der wegen seiner Sprachkenntnis „Komma-Jäger der Park Row“ genannte Adams nach New York und zur New York Tribune zurück. 1922 wechselte er zu New York World, wo seine Kolumne erschien, bis die Zeitung 1931 mit der minderwertigen New York World-Telegram verschmolz. Adams wechselte samt Kolumne zurück zur New York Tribune, die jetzt New York Herald Tribune hieß. 1937 wechselte er zu der konservativen Tages- und Boulevardzeitung New York Post, bei der seine Kolumne „The Conning Tower“ erschien, bis er sie im September 1941 einstellte.

## Radio
1931 bis 1941 war er als Diskussionsteilnehmer der NBC-Radioshow Information Please der Experte für Poesie, alte Trinklieder und Gilbert und Sullivan, die er stets „Sullivan und Gilbert“ nannte. Ein Running Gag der Show war, dass Adams’ Standardantwort auf die Frage nach Zitaten, deren Herkunft er nicht kannte, war, dass Shakespeare der Autor sei.

## Werke
- In Cupid's Court (1902)
- Tobogganning on Parnassus (1911)
- In Other Words (1912)
- Answer This One (1927)
- The Diary of Our Own Samuel Pepys (1935)
- The Melancholy Lute (1936)